# Changpa

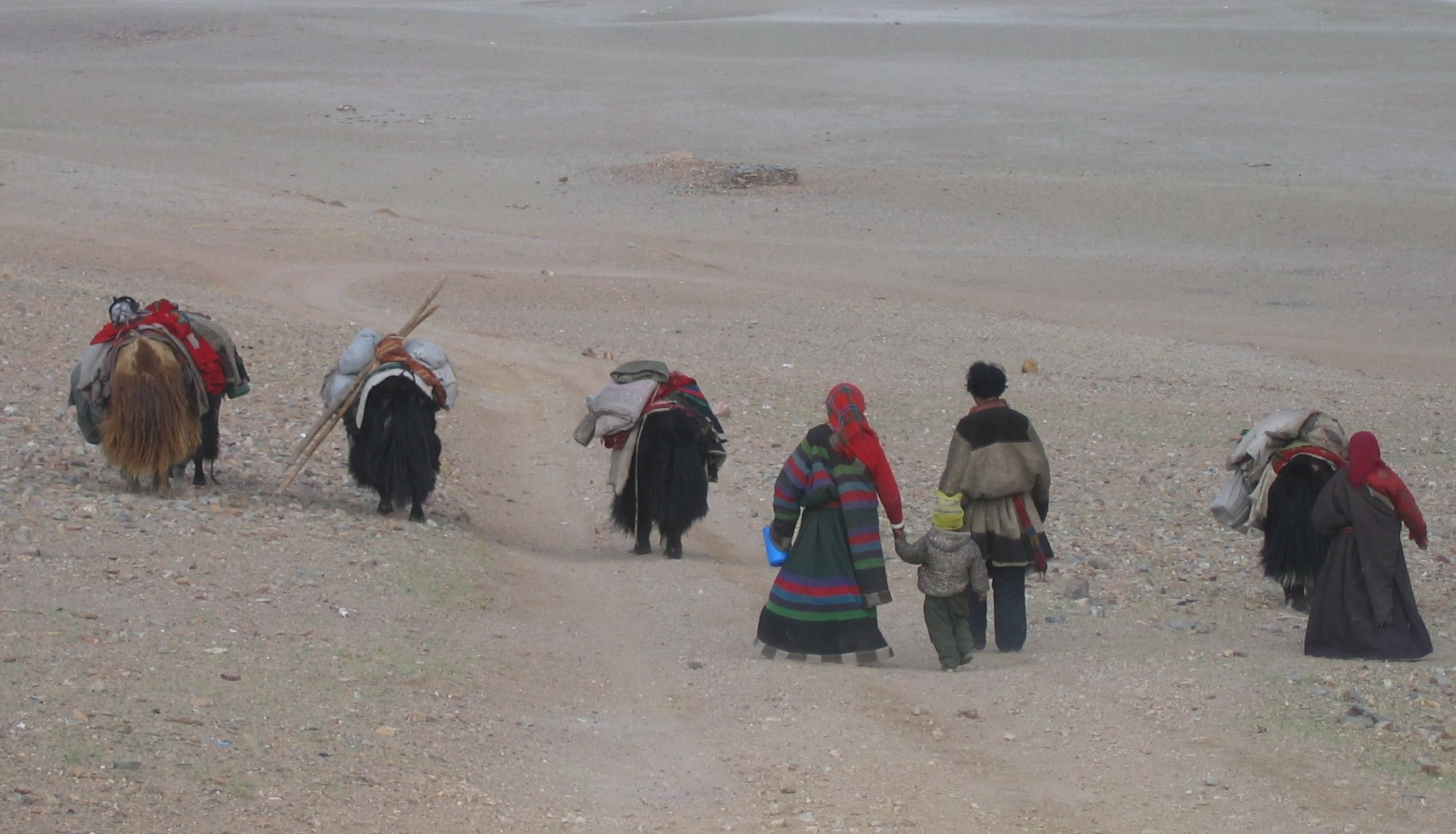
Changpa no Tibete

Os changpa, chang-pa ou champa são uma etnia tibetana semi-nómada que vive sobretudo no Ladaque e noutras regiões orientais do estado de Jamu e Caxemira, no noroeste da Índia, mas também no Tibete Ocidental.
Chang-pa significa "povo do norte" em tibetano. A pátria dos changpa é Changtang, uma dita planície de altitude (por oposição às grandes montanhas que compõem grande parte do planalto tibetano), que em muitos locais é formada por sucessivos vales menos profundos do que nas restantes regiões, que se estende por todo o Tibete Ocidental até ao planalto de Rupshu, no sudeste do Ladaque. Uma pequena parte estende-se para o que é atualmente o Himachal Pradexe. Em termos mais genéricos, a designação abarcar uma área ainda mais ampla, que vai até ao Tibete Central e ocupa 69% do território tibetano, onde em 1989 se estimava que vivessem meio milhão de pessoas semi-nómadas que viviam da pastorícia.
O Ladaque, como o resto do planalto tibetano, é um deserto de altitude extremamente árido e de clima muito difícil para a vida humana e para a agricultura, que só é possível, e apenas no curto verão, graças a sistemas de irrigação muito elaborados, pois praticamente não há chuva. No entanto, a  aridez das terras onde vivem os changpa é ainda mais drástica, embora alguns semeiem alguma cevada que regra geral não é suficiente para o seu próprio consumo. O facto de que em muitas áreas não se chegam a formar rios e aqueles que se formam desaguam em lagos, a maior parte deles salgados, contribuiu para que os terrenos propícios para agricultura sejam ainda mais raros do que no resto do Ladaque e do Tibete.
O principal meio de subsistência dos changpa é a criação de cabras e iaques, que fornecem leite, lã e ocasionalmente carne, quase sempre apenas quando os animais morrem por acidente ou têm que ser abatidos por estarem feridos. Enquanto o leite é sobretudo para consumo próprio, a lã é a principal fonte de rendimento dos changpa. Desde há vários séculos que a famosa pashm, a lã usada para confecionar as melhores paxeminas de Caxemira, uma importantíssima atividade económica desde há muitos séculos, provém das cabras criadas pelos changpa em pastagens cuja altitude pode chegar quase aos 5 000 metros. Em parte para aproveitarem o curto verão para atividades agrícolas, alguns changpa praticam um tipo de transumância ao contrário da que é habitual em outras áreas montanhosas do mundo: passam o verão em terras mais baixas e o inverno em terras mais altas, como por exemplo nas planícies de More, cuja altitude média é 4 800 metros.
No passado, o comércio de lã era também complementado com a venda de sal, um bem muito precioso e raro nas regiões vizinhas e abundante nas áreas do sudeste do Ladaque junto aos lagos salgados. No entanto, o comércio de sal foi declinando até terminar completamente na década de 1980.
Os changpa do Ladaque são seguidores do budismo tibetano e falam changskhat, um dialeto do tibetano também  falado nos vales de Lahaul e Spiti do Himachal Pradexe. Os changpa do Ladaque que ainda são nómadas na região de Hanle são chamados phalpa. Na mesma região há seis localidades isoladas onde vivem changpa sedentários, chamados fangpa. Apesar dos seus hábitos diferentes, há casamentos entre os dois grupos. Tradicionalmente, os changpa deslocavam-se em ambos os lados da fronteira entre o Ladaque e a Índia, o que deixou de ser possível após a invasão chinesa do Tibete em 1950.